# Saski Baskonia
O Saski Baskonia S.A.D, também conhecido simplesmente como Baskonia ou como "Cazoo Baskonia" por motivos de patrocinadores , é um clube profissional de basquetebol da cidade de Vitoria-Gasteiz, País Basco, Espanha. Compete na Liga Endesa e Euroliga, passando nos últimos anos a figurar como uma das potências da modalidade entre os espanhóis e europeus.
Disputa seus jogos como mandante na Arena Fernando Buesa com capacidade de 15.504 espectadores. Entre 2011 e 2012 houve ampliação na arena e seus jogos foram mandados no Iradier Arena com capacidade de 7.832 espectadores.
O clube foi a primeira associação desportiva da Espanha a converter-se em Sociedade Anônima Desportiva quando o ex-basquetebolista Josean Querejeta assumiu a presidência da agremiação em 1988.

## História

### Primeiros Anos
Em 1952 a secção de basquetebol foi fundada dentro do Club Deportivo Basconia durante a gestão de Don Félix Ullivarriarrazua e Jesús Peña Ranero foi nomeado primeiro responsável pelo departamento. Sua primeira temporada foi marcada pela final do Campeonato Provinciano, vencida pelo Corazonistas. Nos anos seguintes o CD Basconia promoveu hegemonia conquistando cinco títulos provincianos e em 1970 foi laureado com seu primeiro título de notoriedade sendo campeão da Terceira Divisão.

### Chegando à Elite
A ascensão da agremiação basca chegou ao ápice na temporada 1972-73 quando debutou na Liga Espanhola onde teve sua primeira partida contra o Breogán Lugo vencida confortavelmente pelo Baskonia por 92-71.
Nos anos 70 também foi marcado pela troca de nome da agremiação de Club Deportivo Vasconia por Club Deportivo Baskonia, promovido pelo então presidente José Luis Sánchez Erauskin e o clube passou a ter o nome fantasia de Baskonia-Schweppes.
Os anos figurando na principal liga foram interrompidos na temporada 1980-81 com o rebaixamento da equipe para a segunda divisão.

### Baskonia e a Liga ACB
O retorno do Baskonia à elite espanhola coincide com a criação da Liga ACB em 1983-84 da qual o clube é um dos membros fundadores. O novo projeto de gestão do basquetebol espanhol buscava maior profissionalismo, fato que encaixou-se com a filosofia adotada pelo clube e juntamente com outros clubes possibilitou um confronto mais justo com os gigantes espanhóis FC Barcelona e Real Madrid.
Em 1985 o então Arabatxo Baskonia venceu o CAI Zaragoza na Copa Asociación, que era disputada pelos eliminados na primeira rodada dos playoffs, em final disputada em Villanueva de La Serena. Esta conquista credenciou-os a uma vaga a uma competição europeia na então Copa Korać quando venceu o Super Cracks dos Países Baixos e na sequencia foi eliminado pelo Asvel Basket.

### Chegada à Elite Europeia
O inicio dos anos 90 foi marcado pelo crescimento acentuado da equipe, chegada de estrangeiros, inauguração de uma nova arena e a instalação na elite europeia.
Em 1987 começava a parceria do Baskonia e a Taullel SA, empresa espanhola que imprimiu suas marcas TAU Cerámica e Taugrés, parceria a qual é considerada deveras produtiva para ambas as partes. Com a exposição do clube e o cada vez maior número de torcedores, fez-se necessário a construção de uma arena que comportasse esse crescimento, tanto é que as regras da Liga ACB quanto aos recintos exige arenas acima de 5.000 espectadores. Houve um esforço na sociedade alavesa para que este sonho se tornasse real e foi ai que surgiu o Pabellón Araba, mais tarde renomeado para Arena Fernando Buesa.
O recém empossado presidente Querejeta trazia a proposta da melhoria constante e para isto trouxe jogadores de renome como Velimir Perasović, Joe Arlauckas, Ramón Rivas e Chicho Sibilio.
Na temporada 91-92 o Taugrés fixou-se como um força emergente na Europa constantemente participando das competições continentais nas finais da Copa Saporta em Lausana, Istambul e Vitoria-Gasteiz, sendo que na última eles conquistaram seu primeiro grande êxito internacional.
Em solo espanhol o Baskonia passou a ser equipe copeira conquistando cinco Copas do Rei (1995, 1999, 2002, 2004 e 2009) e na temporada 1998-99 os bascos chegaram a sua primeira final da Liga ACB contra o TDK Manresa, quando caíram diante de uma fortíssima equipe catalã. Nesta mesma temporada estrearam na Euroliga, máxima competição europeia.
A glória na Liga ACB aconteceu na temporada 2001-02 em equipe que contava com nomes expressivos como Hugo Sconochini, Luis Scola, Sergi Vidal, Dejan Tomasevic, Andres Nocioni e Fabricio Oberto.

## Títulos

### Competições Domésticas
Liga ACB
- Campeões (4): 2001–02, 2007–08, 2009–10 e 2019-20

Copa do Rei
- Campeões (6): 1995, 1999, 2002, 2004, 2006, 2009

Supercopa da Espanha
- Campeões (4): 2005, 2006, 2007, 2008.

Copa Asociación
- Campeões (1): 1985

2ª Divisão
- Campeões (1): 1971–72

Copa Basca
- Campeões (2): 2011, 2012

### Competições Europeias
Euroliga
- Finalista (2): 2000–01, 2004–05

Copa Saporta
- Campeões (1): 1995–96 MVP Ramón Rivas
- Finalistas (2): 1993–94, 1994–95

## Temporada por Temporada
| l       | Nível                               | Divisão                             | Pos.                                | Fim de Temporada                    | Temporada Regular                   | Playoffs                            | Copa do Rei                         | Outras Copas                        | Outras Copas                        | Competições Europeias               | Competições Europeias               | Competições Europeias               |
| ------- | ----------------------------------- | ----------------------------------- | ----------------------------------- | ----------------------------------- | ----------------------------------- | ----------------------------------- | ----------------------------------- | ----------------------------------- | ----------------------------------- | ----------------------------------- | ----------------------------------- | ----------------------------------- |
| 1952    | Fundação do Club Deportivo Vasconia | Fundação do Club Deportivo Vasconia | Fundação do Club Deportivo Vasconia | Fundação do Club Deportivo Vasconia | Fundação do Club Deportivo Vasconia | Fundação do Club Deportivo Vasconia | Fundação do Club Deportivo Vasconia | Fundação do Club Deportivo Vasconia | Fundação do Club Deportivo Vasconia | Fundação do Club Deportivo Vasconia | Fundação do Club Deportivo Vasconia | Fundação do Club Deportivo Vasconia |
| 1959–60 | 4                                   | Provincial                          | 2                                   | –                                   |                                     |                                     | –                                   | –                                   | –                                   | –                                   | –                                   | –                                   |
| 1960–61 | 4                                   | Provincial                          | 2                                   |                                     |                                     |                                     |                                     |                                     |                                     |                                     |                                     |                                     |
| 1961-62 |                                     | –                                   | –                                   | –                                   | –                                   | –                                   | –                                   |                                     |                                     |                                     |                                     |                                     |
| 1962-63 | Provincial                          | 1                                   | –                                   |                                     |                                     | –                                   | –                                   | –                                   | –                                   | –                                   | –                                   |                                     |
| 1962–63 | 4                                   | Provincial                          | 2                                   | –                                   |                                     |                                     | –                                   | –                                   | –                                   | –                                   | –                                   | –                                   |
| 1963–64 | 4                                   | Provincial                          | 1                                   | –                                   |                                     |                                     | –                                   | –                                   | –                                   | –                                   | –                                   | –                                   |
| 1964-65 | 4                                   | Provincial                          | 2                                   |                                     |                                     | –                                   | –                                   | –                                   | –                                   | –                                   | –                                   |                                     |
| 1965–66 | 4                                   | Provincial                          | 1                                   | –                                   |                                     |                                     | –                                   | –                                   | –                                   | –                                   | –                                   | –                                   |
| 1966–67 | 4                                   | Provincial                          | 2                                   | –                                   |                                     |                                     | –                                   | –                                   | –                                   | –                                   | –                                   | –                                   |
| 1967-68 | 4                                   | Provincial                          | 1                                   |                                     |                                     | –                                   | –                                   | –                                   | –                                   | –                                   | –                                   |                                     |
| 1968-69 | 4                                   | Provincial                          | 1                                   | Promovido                           |                                     | –                                   | –                                   | –                                   | –                                   | –                                   | –                                   |                                     |
| 1969–70 | 3                                   | 3ª Divisão                          | 1                                   | Promovido                           |                                     |                                     | –                                   | –                                   | –                                   | –                                   | –                                   | –                                   |
| 1970–71 | 2                                   | 2ª Divisão                          | 2                                   | –                                   | 16–4                                | 4–0                                 | –                                   | –                                   | –                                   | –                                   | –                                   | –                                   |
| 1971–72 | 2                                   | 2ª Divisão                          | 1                                   | PromovidoCampeão                    | 19–3                                | 2–0                                 | –                                   | –                                   | –                                   | –                                   | –                                   | –                                   |
| 1972–73 | 1                                   | 1ª División                         | 10                                  | –                                   | 12–18                               | –                                   | Semifinalista                       | –                                   | –                                   | –                                   | –                                   | –                                   |
| 1973-74 | 1                                   | 1ª División                         | 8                                   | –                                   | 12–16                               | –                                   | –                                   | –                                   | –                                   | –                                   | –                                   |                                     |
| 1974–75 | 1                                   | 1ª División                         | 8                                   | –                                   | 8–14                                | –                                   | Quartas de Finais                   | –                                   | –                                   | –                                   | –                                   | –                                   |
| 1975-76 | 1                                   | 1ª División                         | 8                                   | Grupo de Rebaixamento               | 8–14                                | 6–4                                 | –                                   | –                                   | –                                   | –                                   | –                                   |                                     |
| 1976–77 | 1                                   | 1ª División                         | 10                                  | –                                   | 8–14                                | –                                   | Primeira Fase                       | –                                   | –                                   | –                                   | –                                   | –                                   |
| 1977–78 | 1                                   | 1ª División                         | 10                                  | –                                   | 7–1–14                              | –                                   | Primeira Fase                       | –                                   | –                                   | –                                   | –                                   | –                                   |
| 1978-79 | 1                                   | 1ª División                         | 8                                   | –                                   | 9–13                                | –                                   | Semifinalista                       | –                                   | –                                   | –                                   | –                                   |                                     |
| 1979–80 | 1                                   | 1ª División                         | 11                                  | –                                   | 5–2–15                              | –                                   | Oitavas de Finais                   | –                                   | –                                   | –                                   | –                                   | –                                   |
| 1980–81 | 1                                   | 1ª División                         | 14                                  | Rebaixado                           | 6–20                                | –                                   | Oitavas de Finais                   | –                                   | –                                   | –                                   | –                                   | –                                   |
| 1981–82 | 2                                   | 1ª División                         | 2                                   | Promovido                           | 19–1–6                              | –                                   | –                                   | –                                   | –                                   | –                                   | –                                   | –                                   |
| 1982–83 | 1                                   | 1ª División                         | 13                                  | –                                   | 3–3–20                              | –                                   | Oitavas de Finais                   | –                                   | –                                   | –                                   | –                                   | –                                   |
| 1983–84 | 1                                   | Liga ACB                            | 9                                   | Oitavas de Finais                   | 7–21                                | 2–1                                 | Oitavas de Finais                   | –                                   | –                                   | –                                   | –                                   | –                                   |
| 1984–85 | 1                                   | Liga ACB                            | 10                                  | Oitavas de Finais                   | 8–20                                | 0–2                                 | –                                   | Copa Asociación                     | C                                   | –                                   | –                                   | –                                   |
| 1985–86 | 1                                   | Liga ACB                            | 9                                   | Oitavas de Finais                   | 16–12                               | 0–2                                 | –                                   | Copa Príncipe                       | QF                                  | 3 Korać Cup                         | R2                                  | 0–1–1                               |
| 1986–87 | 1                                   | Liga ACB                            | 8                                   | Quartas de Finais                   | 13–15                               | 2–3                                 | –                                   | Copa Príncipe                       | R16                                 | –                                   | –                                   | –                                   |
| 1987–88 | 1                                   | Liga ACB                            | 8                                   | Quartas de Finais                   | 16–12                               | 3–2                                 | –                                   | Copa Príncipe                       | R16                                 | –                                   | –                                   | –                                   |
| 1988    | Convertido em Saski-Baskonia S.A.D. | Convertido em Saski-Baskonia S.A.D. | Convertido em Saski-Baskonia S.A.D. | Convertido em Saski-Baskonia S.A.D. | Convertido em Saski-Baskonia S.A.D. | Convertido em Saski-Baskonia S.A.D. | Convertido em Saski-Baskonia S.A.D. | Convertido em Saski-Baskonia S.A.D. | Convertido em Saski-Baskonia S.A.D. | Convertido em Saski-Baskonia S.A.D. | Convertido em Saski-Baskonia S.A.D. | Convertido em Saski-Baskonia S.A.D. |
| 1988–89 | 1                                   | Liga ACB                            | 7                                   | Quartas de Finais                   | 21–15                               | 0–2                                 | Oitavas de Finais                   | –                                   | –                                   | –                                   | –                                   | –                                   |
| 1989–90 | 1                                   | Liga ACB                            | 7                                   | Quartas de Finais                   | 23–13                               | 0–2                                 | Quartas de Finais                   | –                                   | –                                   | –                                   | –                                   | –                                   |
| 1990–91 | 1                                   | Liga ACB                            | 4                                   | Semifinalista                       | 21–13                               | 5–3                                 | Quartas de Finais                   | –                                   | –                                   | –                                   | –                                   | –                                   |
| 1991–92 | 1                                   | Liga ACB                            | 4                                   | Semifinalista                       | 24–10                               | 6–5                                 | Quartas de Finais                   | –                                   | –                                   | 3 Korać Cup                         | QF                                  | 6–6                                 |
| 1992–93 | 1                                   | Liga ACB                            | 11                                  | Oitavas de Final                    | 17–14                               | 2–0                                 | 3º Colocado                         | –                                   | –                                   | 3 Korać Cup                         | GS                                  | 6–4                                 |
| 1993–94 | 1                                   | Liga ACB                            | 11                                  | Oitavas de Final                    | 16–12                               | 1–3                                 | Finalista                           | –                                   | –                                   | 2 European Cup                      | Finalista                           | 11–4                                |
| 1994–95 | 1                                   | Liga ACB                            | 5                                   | Quartas de Finais                   | 23–15                               | 1–2                                 | Campeão                             | –                                   | –                                   | 2 European Cup                      | Finalista                           | 12–3                                |
| 1995–96 | 1                                   | Liga ACB                            | 8                                   | Quartas de Finais                   | 21–17                               | 1–2                                 | –                                   | –                                   | –                                   | 2 European Cup                      | C                                   | 13–1–3                              |
| 1996–97 | 1                                   | Liga ACB                            | 5                                   | Quartas de Finais                   | 20–14                               | 1–3                                 | –                                   | –                                   | –                                   | 3 Korać Cup                         | R16                                 | 8–2                                 |
| 1997–98 | 1                                   | Liga ACB                            | 2                                   | Finalista                           | 27–7                                | 7–3                                 | Quartas de Finais                   | –                                   | –                                   | 3 Korać Cup                         | R32                                 | 5–3                                 |
| 1998–99 | 1                                   | Liga ACB                            | 5                                   | Quartas de Finais                   | 24–10                               | 1–3                                 | Campeão                             | –                                   | –                                   | 1 Euroliga                          | GS                                  | 4–6                                 |
| 1999–00 | 1                                   | Liga ACB                            | 4                                   | Semifinalista                       | 21–13                               | 4–5                                 | Quartas de Finais                   | –                                   | –                                   | 2 Copa Saporta                      | R16                                 | 9–5                                 |
| 2000–01 | 1                                   | Liga ACB                            | 3                                   | Semifinalista                       | 27–7                                | 5–4                                 | Quartas de Finais                   | –                                   | –                                   | 1 Euroliga                          | RU                                  | 15–7                                |
| 2001–02 | 1                                   | Liga ACB                            | 1                                   | Campeão                             | 24–10                               | 9–2                                 | Campeão                             | –                                   | –                                   | 1 Euroliga                          | T16                                 | 13–7                                |
| 2002–03 | 1                                   | Liga ACB                            | 6                                   | Quartas de Final                    | 18–16                               | 2–3                                 | Finalista                           | –                                   | –                                   | 1 Euroliga                          | T16                                 | 11–9                                |
| 2003–04 | 1                                   | Liga ACB                            | 3                                   | Semifinalista                       | 28–6                                | 4–4                                 | Campeão                             | –                                   | –                                   | 1 Euroliga                          | T16                                 | 13–7                                |
| 2004–05 | 1                                   | Liga ACB                            | 2                                   | Finalista                           | 28–6                                | 8–5                                 | Semifinalista                       | Supercopa                           | 4º                                  | 1 Euroliga                          | RU                                  | 13–11                               |
| 2005–06 | 1                                   | Liga ACB                            | 2                                   | Finalista                           | 25–9                                | 6–4                                 | Campeão                             | Supercopa                           | C                                   | 1 Euroliga                          | 3rd                                 | 18–7                                |
| 2006–07 | 1                                   | Liga ACB                            | 3                                   | Semifinalista                       | 26–8                                | 5–3                                 | Semifinalista                       | Supercopa                           | C                                   | 1 Euroliga                          | 4th                                 | 20–4                                |
| 2007–08 | 1                                   | Liga ACB                            | 1                                   | Campeão                             | 22–12                               | 7–1                                 | finalista                           | Supercopa                           | C                                   | 1 Euroliga                          | 4th                                 | 16–9                                |
| 2008–09 | 1                                   | Liga ACB                            | 2                                   | Finalista                           | 28–4                                | 5–4                                 | Campeão                             | Supercopa                           | C                                   | 1 Euroliga                          | QF                                  | 14–7                                |
| 2009–10 | 1                                   | Liga ACB                            | 1                                   | Campeão                             | 27–7                                | 8–2                                 | Semifinalista                       | Supercopa                           | SF                                  | 1 Euroliga                          | QF                                  | 11–9                                |
| 2010–11 | 1                                   | Liga ACB                            | 4                                   | Semifinalista                       | 23–11                               | 2–3                                 | Semifinalista                       | Supercopa                           | SF                                  | 1 Euroliga                          | QF                                  | 10–10                               |
| 2011–12 | 1                                   | Liga ACB                            | 3                                   | Semifinalista                       | 23–11                               | 4–3                                 | Semifinalista                       | Supercopa                           | Finalista                           | 1 Euroliga                          | RS                                  | 5–5                                 |
| 2012–13 | 1                                   | Liga ACB                            | 5                                   | Quartas de Final                    | 25–9                                | 1–2                                 | Semifinalista                       | –                                   | –                                   | 1 Euroliga                          | QF                                  | 13–15                               |
| 2013–14 | 1                                   | Liga ACB                            | 6                                   | Quartas de Final                    | 19–15                               | 0–2                                 | Quartas de Final                    | Supercopa                           | SF                                  | 1 Euroliga                          | T16                                 | 11–13                               |
| 2014–15 | 1                                   | Liga ACB                            | 6                                   | Quartas de Final                    | 19–15                               | 1–2                                 | –                                   | Supercopa                           | SF                                  | 1 Euroliga                          | T16                                 | 11–13                               |
| 2015–16 | 1                                   | Liga ACB                            | 4                                   | Semifinalista                       | 24–10                               | 3–4                                 | Semifinalista                       | –                                   | –                                   | 1 Euroliga                          | 4º                                  | 18–11                               |
| 2016–17 | 1                                   | Liga ACB                            | 2                                   | Semifinalista                       | 23-9                                | 3-4                                 | Semifinalista                       | Supercopa                           |                                     | 1 Euroliga                          | 7º                                  | 17-13                               |
| 2017-18 | 1                                   | Liga ACB                            | 2                                   | Finalista                           | 25-9                                | 6-4                                 | Quartas de finais                   |                                     |                                     | 1 Euroliga                          | QF                                  | 16-14                               |
| 2018-19 | 1                                   | Liga ACB                            | 3                                   | Quartas de finais                   | 26-8                                | 0-2                                 | Quartas de finais                   | Supercopa                           | Finalista                           | 1 Euroliga                          | QF                                  | 16-18                               |
| 2019-20 | 1                                   | Liga ACB                            | 8                                   | Campeão                             | 12-11                               | 2-0                                 | -                                   | Supercopa                           | SF                                  | 1 Euroliga                          | Cancelado                           | Cancelado                           |
| 2020-21 | 1                                   | Liga ACB                            |                                     |                                     |                                     |                                     | Semifinais                          |                                     |                                     | 1 Euroliga                          | TR                                  | 18-16                               |

## Uniforme

### Temporada 2019-20
| Cores do Time Mandante | visitante | Alternativo |

### Temporada 2018-19
| Mandante | visitante | Alternativo |

### Temporada 2017-18
| Mandante | Visitante | Mandante Euroliga | Visitante Euroliga |

### Temporada 2016-17
| Mandante | Visitante | Euroliga |

### Temporada 2015-16
| Mandante | Visitante | Euroliga |

## Jogadores Notáveis
| - José Calderón - Fernando San Emeterio - Pau Ribas - Sergi Vidal - Jorge Garbajosa - Mikel Cuadra - Xabier Davalillo - Vicente Lafuente - Pablo Laso - Alberto Ortegaa - Aitor Zárate - Carlos Cazorla - Roberto Íñiguez - Marcelo Huertas - Tiago Splitter - Essie Hollis - Scooter Barry - Ryan Bowen - Casey Jacobsen - Travis Hansen - Victor Alexander - Jerome Allen - J. J. Anderson - Joe Arlauckas - Ken Bannister - Elmer Bennett - Anthony Bonner - Rickey Brown - Lionel Chalmers - Chris Corchiani - Pat Durham | - Linton Johnson - Randolph Keys - Pete Mickeal - Will McDonald - Larry Micheaux - Drew Nicholas - Dan O'Sullivan - Lamar Odom - Lou Roe - Brent Scott - James Singleton - Matt Steigenga - Nikita Wilson - David Wood - Rashard Griffith - Luis Scola - Walter Herrmann - Pablo Prigioni - Fabricio Oberto - Marcelo Nicola - Andrés Nocioni - Tibor Pleiß - Pat Burke - Stefano Rusconi - Predrag Drobnjak - Kornél Dávid - Arvydas Macijauskas - Saulius Štombergas - Mindaugas Timinskas - Simas Jasaitis - Rimantas Kaukėnas | - Miroslav Berić - Dejan Tomašević - Igor Rakočević - Vladimir Micov - Nemanja Bjelica - Hanno Möttölä - Velimir Perasović - Zoran Planinić - Roko Ukić - Richard Petruška - Ender Arslan - Serkan Erdoğan - Kaya Peker - Andrew Betts - Kevin Seraphin - Jim Bilba - Laurent Foirest - Thomas Heurtel - William Warren Phillips - Christos Harisis - Ioannis Bourousis - Lior Eliyahu - Mirza Teletović - Goran Dragić - Thomas Kelati - Maciej Lampe - David Logan - Ramón Rivas - Georgi Glouchkov |

## Treinadores
| - Iñaki Iriarte 1981–1983 - Juan Antonio Ortiz de Pinedo 1983 - Txema Capetillo 1983–1984 - Xabier Añúa 1984–1985 - Pepe Laso 1985–1987 - Manu Moreno 1987–1989 - Željko Pavličević 1989–1990 - Herb Brown 1990–1992 - Iñaki Iriarte 1992–1993 |  | - Manel Comas 1993–1997 - Sergio Scariolo 1997–1999 - Salva Maldonado 1999 - Julio_Lamas 1999–2000 - Duško Ivanović 2000–2005 - Pedro Martínez 2005 - Natxo Lezkano 2005 - Velimir_Perasović 2005–2007 - Božidar_Maljković 2007 |  | - Neven Spahija 2007–2008 - Duško Ivanović 2008–2012 - Žan Tabak 2012–2013 - Sergio Scariolo 2013–2014 - Marco Crespi 2014 - Ibon Navarro 2014–2015 - Velimir Perasović 2015–2016 - Sito Alonso 2016–2017 - Pablo Prigioni 2017 |

## Partidas contra equipes da NBA
| 14 de Outubro de 2010 | Relatório | Memphis Grizzlies | 110–105 | Caja Laboral |  | FedExForum, Memphis, TN |  |

| 16 de Outubro de 2010 | Relatório | San Antonio Spurs | 108–85 | Caja Laboral |  | AT&T Center, San Antonio, TX |  |